# Leptotyphlops telloi
Espèce
Synonymes
- Leptotyphlops telloi 
Broadley, & Watson, 1976

Leptotyphlops telloi est une espèce de serpents de la famille des Leptotyphlopidae.

## Répartition
Cette espèce se rencontre dans le sud du Mozambique et en Eswatini.

## Étymologie
Son nom d'espèce lui a été donné en l'honneur de Jose Tello qui a collecté de nombreuses espèces de reptiles et d'amphibiens vivant dans des régions mal connues du Sud-Est du Mozambique.

## Publication originale
- Broadley & Watson, 1976 : A revision of the Worm Snakes of South-eastern Africa (Serpentes: Leptotyphlopidae). Occasional Papers of the National Museums and Monuments of Rhodesia, Series B Natural Sciences, vol. 8, p. 465-510.